# Rubén Pérez del Mármol
Rubén Pérez del Mármol (Écija, provincia de Sevilla, 26 de abril de 1989) es un futbolista español que ocupa la posición de centrocampista y juega en el Kifisia F. C. de la Superliga de Grecia.

## Trayectoria
Se inició en la cantera del Écija Balompié y en 2004 llegó a las categorías inferiores del Atlético de Madrid. Desde finales de la temporada 2008-09 fue convocado para jugar con el primer equipo en numerosas ocasiones.
El 20 de julio de 2010 pasó a ser jugador del Real Club Deportivo de la Coruña, estando cedido durante 2 años. En su primera temporada en primera división fue elegido junto a Antoine Griezmann (Real Sociedad), e Iker Muniain (Athletic Club) como jugador revelación de la temporada por LaLiga.[cita requerida]
El 31 de agosto de 2011 se acordó entre el Club Atlético de Madrid, Deportivo de la Coruña y Getafe Club de Fútbol la cesión por un año a este último equipo.
En junio de 2012 fue cedido al Real Betis Balompié por un año.
En julio de 2013 fue cedido al Elche Club de Fútbol por un año.
En julio de 2014, tal y como anunciaba la web oficial del Atlético de Madrid, fue cedido al Torino F. C. italiano.
El 21 de enero de 2015 se cerró al Granada Club de Fútbol, colista de la Primera División en esa fecha.
El 9 de agosto de 2016 fue cedido nuevamente por una temporada al Club Deportivo Leganés de la Primera División. Tras jugar dos temporadas cedidos en el equipo pepinero, en el verano de 2018 se anunció la rescisión del contrato con el equipo nazarí y su fichaje por el blanquiazul para cuatro temporadas.

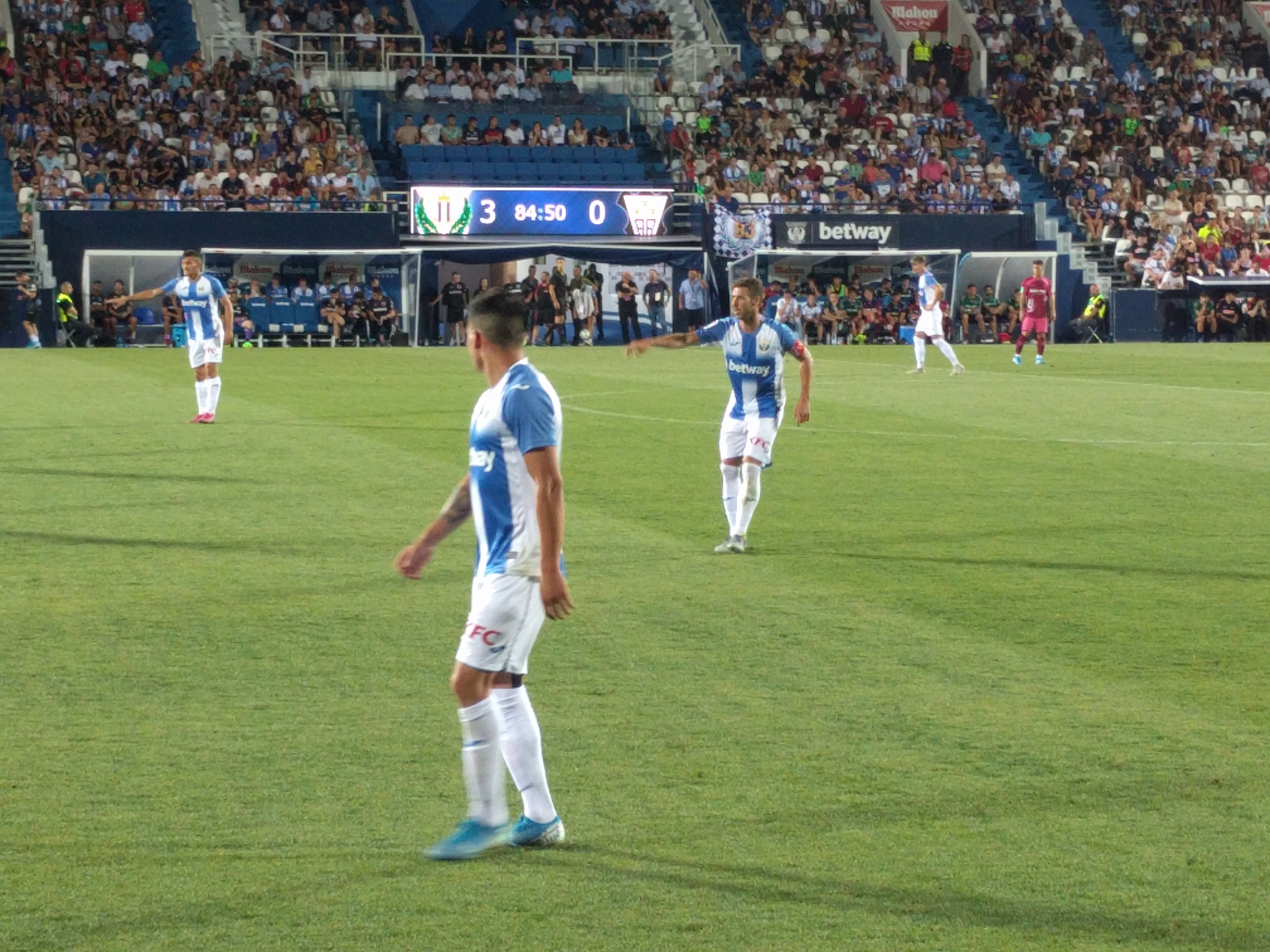
Rubén Pérez en un partido amistoso con el CD Leganés.

El 13 de julio de 2021 abandonó el C. D. Leganés tras cinco temporadas en el club madrileño. Al día siguiente firmó por el Panathinaikos F. C. de Grecia.
En junio de 2025, tras un año sin jugar después de ser apartado por el club, fichó por el Kifisia F. C. que acababa de ascender a la Superliga de Grecia.

## Clubes
- Actualizado el 25 de mayo de 2024.

| Club                                  | País   | Año       | PJ (G)  |
| ------------------------------------- | ------ | --------- | ------- |
| Atlético de Madrid "B"                | España | 2008-2010 | 53 (1)  |
| Atlético de Madrid                    | España | 2010      | 1 (0)   |
| R. C. Deportivo de La Coruña (cedido) | España | 2010-2011 | 37 (0)  |
| Getafe C. F. (cedido)                 | España | 2011-2012 | 10 (0)  |
| Real Betis Balompié (cedido)          | España | 2012-2013 | 30 (1)  |
| Elche C. F. (cedido)                  | España | 2013-2014 | 32 (0)  |
| Torino F. C. (cedido)                 | Italia | 2014-2015 | 8 (0)   |
| Granada C. F.                         | España | 2015-2016 | 46 (0)  |
| C. D. Leganés                         | España | 2016-2021 | 165 (1) |
| Panathinaikos F. C.                   | Grecia | 2021-2025 | 118 (1) |
| Kifisia F. C.                         | Grecia | 2025-     |         |

## Palmarés

### Títulos nacionales
| Título         | Club                | País   | Año  |
| -------------- | ------------------- | ------ | ---- |
| Copa de Grecia | Panathinaikos F. C. | Grecia | 2022 |
| Copa de Grecia | Panathinaikos F. C. | Grecia | 2024 |

### Títulos internacionales
| Título          | Club (*)      | País      | Año  |
| --------------- | ------------- | --------- | ---- |
| Eurocopa Sub-21 | España sub-21 | Dinamarca | 2011 |

(*) Incluyendo la selección.